# St. Trinitatis (Molsdorf)

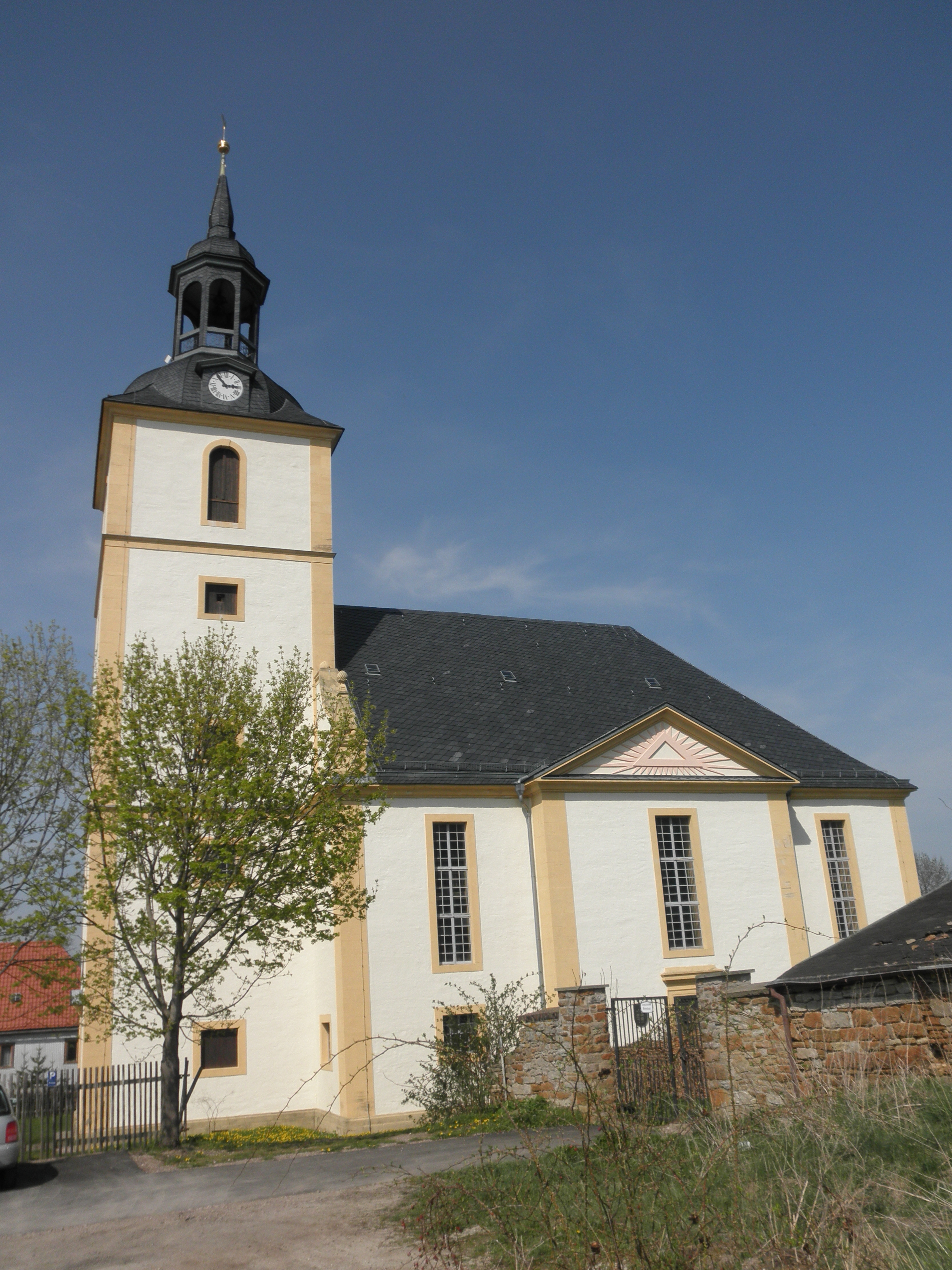
St. Trinitatis

Die Schlosskirche St. Trinitatis steht im Ortsteil Molsdorf der Stadt Erfurt in Thüringen. Sie gehört zum Pfarramt Ichtershausen-Holzhausen im Kirchenkreis Arnstadt-Ilmenau der Evangelischen Kirche in Mitteldeutschland.

## Geschichte
Im Unterdorf befand sich ursprünglich an der Stelle des heutigen alten Friedhofs eine Kirche Zu unseren lieben Frauen, die bereits Anfang des 17. Jahrhunderts verfiel.
Anfang des 18. Jahrhunderts wurde die St.-Alban-Kirche abgerissen und in den Jahren 1717–1721 auf deren Grundmauern die Schlosskirche durch den hannoverschen Landdrosten Otto Christoph Schulze für 10.000 Taler erbaut. Am 20. Sonntag nach Trinitatis 1720 erhielt sie zum Festgottesdienst den Namen zur Heiligen Dreifaltigkeit. Weitere 2.000 Taler vermachte Schulze der Kirche, um mit den Zinsen einen Organisten zu finanzieren und die Armen zu unterstützen.
Die Kirche ist in ihrer barocken Gestalt, Ausmalung und Ausstattung weitgehend erhalten geblieben. Ende des 19. Jahrhunderts wurden Teile der Wand- und Deckenbemalung ergänzt und ausgebessert.
1945 bis 1989 verfiel die Kirche und war einsturzgefährdet. Es gründete sich eine Bürgerinitiative, der die Rettung der Kirche gelang. 1998 wurde der Förderverein zur Rettung der Schloßkirche Molsdorf e. V. gegründet, der sich um die weitere Restaurierung sorgte. Es finden regelmäßige Konzerte in der Kirche statt. So ist sie seit 2014 Spielort des Projektes „Sommerkonzerte in Erfurter Dorfkirchen“ des Kammermusikvereins Erfurt.

## Architektur
Der Bau besteht aus einem hohen Mittelschiff, zwei niedrigen Seitenschiffen und einem quadratischen Westturm mit Haube und Laterne und einer halbrunden Ostapsis.

## Ausstattung
- Altarbild mit der Beweinung Christi aus der Vorgängerkirche,  1. Hälfte des 17. Jh., also
- Sechs Ölgemälde der Malerin Hedwig Ruetz, Tochter eines Rigaer Journalisten und Schülerin des Malers Max Liebermann. Sie und ihre Schwester, eine Sängerin, weilten in den 1930er Jahren auf Schloss Molsdorf, das sie als Sommersitz auserkoren hatten. Die Gemälde wurden 1934 durch die Künstlerin der Kirchgemeinde zur Verfügung gestellt[1]. Es sind freie Kopien nach Fresken des italienischen Meisters Fra Angelico, die sich im Kloster von San Marco in Florenz befinden[2].
- Zweimanualige Orgel, erbaut durch Johann Christoph Thielemann aus Arnstadt im Jahr 1721. Aus dieser Zeit stammen noch Teile des Orgelgehäuses und einzelne Register. Gustav Adolf von Gotter ließ die Orgel auf seine Kosten vergrößern. Der Orgelbauer Wiegand Helfenbein aus Gotha baute sie 1934 um[3].